# Вяткина, Светлана Святославовна
Вяткина (урожд. Королёва) Светлана Святославовна (род. 11 февраля 1966 года) — советская, российская спортсменка, заслуженный мастер спорта (подводное ориентирование).

## Биография
Светлана родилась в Воронеже. С 15 лет занимается подводным ориентированием у К.И. Эгильского. Член сборной страны с 1984 года.
Самая титулованная спортсменка за всю историю мирового подводного ориентирования.
15-кратная чемпионка мира, 11-кратная чемпионка Европы, 68-кратная победительница этапов Кубка мира и Европы, 19-кратная чемпионка СССР и СНГ, 10-кратная обладательница кубка СССР и СНГ, более 40 раз становилась чемпионкой России, порядка 20 раз становилась обладательницей Кубка России. 
В её личной копилке 360 медалей – больше половины из которых золотые – только официальных взрослых соревнований мирового, европейского, всесоюзного и всероссийского уровня.
Заслуженный мастер спорта по подводному ориентированию.
Имеет государственные награды - медаль «За отличие в военной службе» I, II, III степени, медаль «За вклад в подводную деятельность» и  знак «За  заслуги в развитии культуры и спорта». .

## Вне спорта
В 1988 году окончила Воронежский государственный институт физической культуры.
Прапорщик запаса ВС РФ.